# 關偉倫
關偉倫（英語：Alan Kwan Wai Lun，1951年7月16日—），香港資深男演員，曾為麗的電視（亞洲電視前身）及香港電視男藝員。現為無綫電視旗下合約男藝人。

## 背景
關偉倫出生於中國大陸中山市，早年居住在九龍舊何文田邨8座，家有五兄弟姊妹，自己排行第二。六十年代中學時代曾去工廠打暑期工。他曾就讀一所中文中學，讀至預科，即中六畢業便協助父親打理中藥出口生意。未幾於1970年代初投考邵氏與無綫電視合辦的「演員訓練中心」第一期訓練班（電影組），並在1971年畢業。同期同學計有林建明、傅聲、米雪、李修賢以及許冠英。關初期參演了無綫電視的《民間傳奇》、《清宮殘夢》等劇集，亦有參演電影。後來簽約帝國影業，且到菲律賓拍攝電影，為時兩年。回港後於1975年得其訓練班導師劉芳剛介紹簽約麗的電視（與易手亞洲電視），最長期在麗的電視以及亞洲電視成為效力30多年的甘草演員等主要角色，至2012年7月，關偉倫結束長達37年的賓主關係並正式約滿離開亞洲電視，並選擇轉投香港電視網絡，一直到2015年才離開。期間他花了一年時間前往中國內地演出電視劇。1980年代仍在處理家庭生意。關偉倫多在劇集中飾演好人角色，他於2016年9月加入無綫電視成為基本藝人合約藝員至今。

## 個人生活
關偉倫於1978年結婚，於1970年代初因為做暑期工而認識妻子。二人婚後育有一子一女。

## 演出作品

### 電視劇（麗的電視／亞洲電視）
- 1975年：《十大奇案之床單裹屍》飾 亞倫
- 1976年：《大家姐》飾 亞倫
- 1976年：《錦繡人生之心願》飾 吳致禮
- 1976年：《錦繡人生之老友》飾 馮定生
- 1977年：《大家姐與大狂魔》飾 亞倫
- 1977年：《大件事》
- 1977年：《七武器》之孔雀翎 飾 秋鳳梧
- 1977年：《浪淘沙》 飾 胡澤生
- 1977年：《電視人》飾 宋寶明
- 1978年：《巨星》飾 律師
- 1978年：《十二生肖》
- 1978年：《變色龍》飾 張子豪
- 1979年：《沈勝衣·十三殺手》飾 雍劍公子
- 1979年：《天蠶變》飾 白石
- 1979年：《天龍訣》飾 高升
- 1980年：《浮生六劫》飾 檢控官
- 1980年：《大地恩情》飾 容勝
- 1980年：《小小心願》飾 律師
- 1980年：《太極張三豐》飾 魏金
- 1981年：《浴血太平山》 飾 雞江
- 1981年：《大昏迷》 飾 血庫主管
- 1981年：《對對糊》飾 林經理
- 1981年：《阿啦担梯》飾 經理
- 1981年：《蕩寇誌》 飾 官夲
- 1983年：《唐伯虎三戲秋香》飾 文徵明
- 1983年：《少女慈禧》飾 龔半倫
- 1985年：《諸葛亮》飾 陸遜
- 1986年：《秦始皇》飾 蒙恬
- 1986年：《九月鷹飛》
- 1987年：《母親》飾 何國威
- 1987年：《新小五義》
- 1987年：《滿清十三皇朝·努爾哈赤》飾 代善
- 1987年：《滿清十三皇朝·皇太極》飾 代善
- 1987年：《滿清十三皇朝·順治》飾 代善
- 1987年：《成吉思汗》飾 木華黎
- 1988年：《滿清十三皇朝·雍正》飾 張廷玉
- 1989年：《安樂茶飯》 飾 余錫昌
- 1989年：《夜琉璃》
- 1989年：《天堂夢》 飾 阮健強
- 1989年：《皇家檔案》飾 老麥
- 1989年：《皇家檔案II》飾 阿華
- 1989年：《皇家檔案III》飾 阿華
- 1990年：《滿清十三皇朝·血染紫禁城》飾 文祥
- 1990年：《我係Tuna Fi》飾 勤表哥
- 1990年：《滿清十三皇朝之危城爭霸》飾 醇親王奕譞
- 1991年：《上海一九四九》
- 1991年：《中華英雄之中華傲訣》飾 白楓
- 1991年：《劍神不敗》
- 1992年：《摩登七十二家房客》
- 1992年：《仙鶴神針》
- 1993年：《新香港奇案》
- 1993年：《天蠶變之再與天比高》飾 地尊
- 1993年：《銀狐》
- 1993年：《勝者為王III王者之戰》
- 1994年：《戲王之王》
- 1994年：《中國教父Ⅱ再起風雲》飾 朱老闆
- 1994年：《岳飛傳》飾 王佐
- 1994年：《郎心如鐵》（又名《失落真心》）飾 肥佬波/趙老編
- 1994年：《碧血青天楊家將》飾 王顯
- 1994年：《碧血青天珍珠旗》飾 營長
- 1994年：《洪熙官》飾 知縣
- 1994年：《九王奪位》飾 鄂爾泰
- 1995年：《九品芝麻官》飾 洪發
- 1995年：《新包青天·殺母狀元》飾 江哥
- 1995年：《新包青天·審白毛》飾 包勤
- 1995年：《新包青天·鐵丘墳》飾 閻王
- 1995年：《新包青天·殉情記》飾 楊三叔
- 1995年：《新包青天·義膽柔情》飾 王岡
- 1995年：《新包青天·弒夫記》飾 何進
- 1995年：《新包青天·滄海月明珠有淚》飾 金祿
- 1995年：《新包青天·仇之劍》飾 夏侯忠
- 1995年：《新包青天·大執法》飾 蘇賢光
- 1995年：《新包青天·英列千秋》飾 金大成
- 1995年：《精武門》飾 鄧添
- 1996年：《我和春天有個約會》飾 Philip
- 1996年：《再見艷陽天》飾 余九叔
- 1996年：《坊間傳奇·八喜圖》
- 1996年：《坊間傳奇·玉堂春》
- 1996年：《坊間傳奇·甘戴綠頭巾》
- 1996年：《真相》飾 羅永賢
- 1996年：《劍嘯江湖》飾 林邦
- 1996年：《萬事勝意》飾 杜Sir
- 1997年：《等著你回來》飾 羅局長
- 1997年：《國際刑警1997·傘之輓歌》飾 黑崎
- 1997年：《國際刑警1997·轟天屠龍》
- 1997年：《雪花神劍》飾 周佩
- 1997年：《97變色龍》飾 叉燒
- 1997年：《我來自潮州》飾 沙展
- 1997年：《著數一族》
- 1998年：《流氓·律師》飾 律師
- 1998年：《與狼共枕》飾 關經理
- 1998年：《我和殭屍有個約會》飾 何伯
- 1998年：《穆桂英大破天門陣》飾 迭剌
- 1998年：《穆桂英十二寡婦征西》
- 1998年：《我來自廣州》飾 鄧團長
- 1998年：《曲終情未了》飾 馬醫生
- 1999年：《非常女警》
- 1999年：《南海十三郎》飾 國軍營長
- 2000年：《影城大亨》飾 許有富
- 2000年：《你想的愛》飾 吳耀威
- 2000年：《世紀之戰》飾 馬田
- 2000年：《電視風雲》
- 2001年：《俠骨仁心》
- 2001年：《縱橫天下》
- 2001年：《騷東坡》飾 陸捕頭
- 2001年：《非常好警》飾 律師
- 2002年：《親子情未了》飾 周先生
- 2002年：《搶槓夫妻》飾 偵探阿德
- 2002年：《有求必應》飾 銀行經理
- 2002年：《吉祥任務》飾 雜誌社職員
- 2003年：《萬家燈火》飾 余六斤
- 2003年：《女俠丁叮噹》飾 天狼法師
- 2003年：《暴風型警》飾 律師
- 2004年：《子是故人來》飾 張老闆
- 2004年：《8號巴士站站情》飾 阿湯
- 2004年：《愛在有情天》飾 古贊祥
- 2004年：《我和殭屍有個約會Ⅲ之永恆角度》飾 陳Sir
- 2004年：《爸爸兩邊走》飾 李軍尚
- 2005年：《危險人物·八仙飯店》飾 關Sir
- 2005年：《爸爸向前走》飾 李軍尚
- 2006年：《香港奇案實錄·重裝悍匪》飾 李Sir
- 2006年：《情陷夜中環2》飾 泉叔
- 2006年：《大城小故事》飾 陳有品
- 2006年：《義無反顧》飾 鐘南
- 2007年：《靈捨不同》飾 琦父
- 2007年：《十六不搭喜趣來》飾 羅定斌
- 2009年：《東邊西邊》飾 張興國
- 2010年：《法網群英》飾 彭國邦
- 2015年：《大地遺孤》飾 曾青風/胡緒金

### 電視劇（香港電視網絡）
- 2014年：《選戰》飾 關樹森
- 2014年：《來生不做香港人》飾 吳師傅
- 2015年：《我阿媽係黑玫瑰》飾 囧報總編輯
- 2015年：《導火新聞線》飾 麥耀祖
- 2015年：《歲月樓情》飾 豬肉佬
- 2015年：《惡毒老人同盟》飾 老人院院長

### 電視劇（無綫電視）
- 1998年：《西遊記》飾 村民
- 2016年：《愛·回家之八時入席》飾 電視台股東
- 2017年：《超時空男臣》飾 洪師傅
- 2017年：《燦爛的外母》飾 老馬
- 2017年：《誇世代》飾 評判
- 2018年：《愛·回家之開心速遞》飾 黃油（第231集）、權叔（第287集）
- 2018年：《果欄中的江湖大嫂》飾 政府官員（第18集）
- 2018年：《逆緣》飾 潘柏林
- 2018年：《棟仁的時光》飾 老伯（第6集）
- 2018年：《宮心計2深宮計》飾 孟輔
- 2018年：《天命》飾 蘇凌阿
- 2018年：《再創世紀》飾 高榮亨
- 2018年：《是咁的，法官閣下》飾 張醫師
- 2019年：《荷里活有個大老千》飾 黃師傅
- 2019年：《福爾摩師奶》飾 李德林
- 2019年：《白色強人》飾 楊國權
- 2019年：《十二傳說》飾 施漢德
- 2019年：《牛下女高音》飾 醫生
- 2020年：《丫鬟大聯盟》飾 刑部尚書
- 2020年：《大醬園》飾 歐司理
- 2020年：《法證先鋒IV》飾 趙永壽
- 2020年：《愛·回家之開心速遞》飾 大三哥（第811集）
- 2020年：《機場特警》飾 副處長（第22集）
- 2020年：《殺手》飾 許國華
- 2020年：《踩過界II》飾 可欣父親（第7集）
- 2021年：《大步走》飾 部長（第1、16集）
- 2021年：《伙記辦大事》飾 王景麟
- 2021年：《一笑渡凡間》飾 修緣父
- 2021年：《七公主》飾 關一鳴
- 2021年：《星空下的仁醫》飾 郭院長
- 2021年：《青年心城之撐起青春》飾 教車師傅
- 2021年：《拳王》飾 裁判
- 2021年：《十月初五的月光》飾 中山廚房老闆
- 2022年：《鐵拳英雄》飾 藥店老闆
- 2022年：《廉政行動2022》飾 陳堅
- 2022年：《雙生陌生人》飾 英叔
- 2022年：《回歸光影頌: 曙光》飾 街坊
- 2022年：《回歸》飾 街坊
- 2022年：《凶宅清潔師》飾 客人（J2首播）
- 2022年：《白色強人II》飾 特首（第29集）
- 2022年：《美麗戰場》飾 街坊
- 2022年：《法證先鋒V》飾 沈大輝
- 2023年：《黃金萬両》飾 老伯
- 2023年：《隱形戰隊》飾 駱定錦
- 2023年：《隱門》飾 何總
- 2023年：《破毒強人》飾 陳元庚
- 2025年：《痞子無間道》飾 屠朱
- 2025年：《奪命提示》飾 慧父
- 2025年：《刑偵12》飾 汪明志
- 2025年：《麻雀樂團》飾 華叔

### 電視電影
- 1991年：香港奇案之北地胭脂
- 1991年：香港奇案之大綁票
- 1992年：一千靈異夜之鬼拳師
- 1992年：一千靈異夜之轉世邪靈
- 1992年：一千靈異夜之孽債危情

### 電影
- 1973年：人魚戀
- 1975年：蛇頭人
- 1978年：馬場風暴
- 1979年：偷渡來客
- 1982年：女人檔案
- 1991年：八大毒梟
- 1999年：龍虎列傳 飾 警司
- 1999年：黑社會檔案之黑金帝國
- 2000年：午夜驚情
- 2000年：雷霆悍匪
- 2000年：兩隻衰鬼唔識死
- 2000年：殺手輓歌
- 2000年：辣手狂花
- 2015年：十年

### 微電影
- 2012年：男人之苦 飾 King（東華三院越半「更」精彩微電影系列）
- 2012年：遺物 飾 父親（2012年度西寧FIRST青年電影展大學生影展短片競賽單元入圍作品）
- 2019年：出路

### 其他
- 1984年：香江歲月（第二集、香港電台）
- 2014年：總有出頭天II 飾 林哥（〈美麗的抉擇〉、香港電台）
- 2014年：社企有道II 飾 棠伯（〈自耕自立足〉、香港電台）

## 綜藝節目
- 2003年：529星光薈萃賀台慶（演出、亞洲電視）
- 2004年：金猴賀歲迎新春（演出、亞洲電視）
- 2004年：亞視台慶新勢力（演出、亞洲電視）
- 2005年：金雞賀歲迎新春（演出、亞洲電視）
- 2008年：別了•劉志榮（嘉賓、亞洲電視）
- 2014年：ATV 2014人氣春晚‧和諧共融（演出、亞洲電視）
- 2014年：大城小聚（嘉賓、新時代電視）
- 2016年：街市遊樂團（嘉賓、無綫電視）

## 廣告
- 2017年：明星海鮮酒家（集團）
- 20??年：明星海鮮酒家龍躉燒鵝專門店